# Doocastle Turlough SAC
Doocastle Turlough SAC este o arie protejată (arie specială de conservare — SAC, sit de importanță comunitară — SCI) din Irlanda întinsă pe o suprafață de 76,67 ha, integral pe uscat.

## Localizare
Centrul sitului Doocastle Turlough SAC este situat la coordonatele 54°01′38″N 8°38′29″W / 54.027127°N 8.641336°V.

## Înființare
Situl Doocastle Turlough SAC a fost declarat sit de importanță comunitară în noiembrie 1997 pentru a proteja 7 specii de animale. Situl a fost protejat și ca arie specială de conservare în aprilie 2017.

## Biodiversitate
Situată în ecoregiunea atlantică, aria protejată conține 1 habitat natural: Turlough.
La baza desemnării sitului se află mai multe specii protejate de  păsări (7): rață pitică (Anas crecca), rață fluierătoare (Anas penelope), lebădă de iarnă (Cygnus cygnus), culic mare (Numenius arquata), ploier auriu (Pluvialis apricaria), fluierarul cu picioare roșii (Tringa totanus), nagâț (Vanellus vanellus).
Pe lângă speciile protejate, pe teritoriul sitului au mai fost identificate 1 specie de plante.